# Вау-Деяс
Вау-Деяс (алб. Vau i Dejës) — місто в Албанії. Населення — 8 117 (2011 рік). Він був утворений під час реформи місцевого самоврядування 2015 року шляхом злиття колишніх муніципалітетів Бушат, Хаймел, Шлак, Темал, Вау і Дейес та Віг-Мнеле, які стали муніципальними одиницями. У муніципалітеті мешкає 30 438 осіб. 

## Історія
Історія сягає старого центру міста Дея (також відомого як Данья), заснованого приблизно в 1127 році. Дея, албанське середньовічне місто, було побудоване в місці, де річка Дрін виходить з високогір'я. Дея була стратегічною територією, оскільки тут перетиналися стародавні дороги, що з’єднували схід із заходом. Від Ліссуса стара римська дорога проходила через Неншат і Хаймел, проходила через Лач біля «Кам’яного перевалу» і продовжувала рух до Гомсіке та Пуке. Місто було митним пунктом для купецьких караванів.
З початку XIII століття феодали залишалися під владою Сербії. Воно зазнало нападу під час монгольської навали 1242 року. Після утворення Балшанського князівства Дея увійшла до його складу. У 1396 році Георгій Балша II передав місто Венеційській республіці. У 1423–1443 роках Дея двічі переходив до османів у 1443 році, щоб бути звільненим після загального антиосманського повстання. Володіння Дея не визнавалося між феодалами Леке Захарією та Ніколасом Дукаджіні в 1445 році. Після вбивства останнього місто було повернуто його матір'ю до Венеції. Скандербег вимагав, щоб цю територію передали Лізі Лежа, що спричинило боротьбу між албанцями та венеційцями. Скандербег обложив фортецю в 1447-1448 роках, але не зміг її взяти. Місто залишалося під владою Венеції до 1479 року, коли османи знову його захопили. Руїни замку Св. Марка та костел, який датується початком 15 століття, збереглися досі. 
Як головне місто Вау-Джея було спроєктоване для розміщення робітників під час будівництва дамби гідроелектростанції Вау-Джея 1971-1973 роках. Після завершення будівництва дамби сім'ї, переселені через підняття води, почали заселяти місто.
Дитячий культурний центр у Вау-Джея заснований у 1995 році. Реконструкцію культурного центру у 2006 році фінансував німецький банк KFV.

## Визначні місця
- Руїни середньовічного замку Шурдха 11-го століття на острові посеред водосховища Вау-Деяс. Замок включає два кільця оборонних стін і веж (деякі затоплено водосховищем), залишки візантійської церкви та інших ранньосередньовічних стін, все ще видно над водою.